# Hallenhockey-Europameisterschaft der Damen 2000
Die Hallenhockey-Europameisterschaft der Damen 2000 war die zehnte Auflage der Hallenhockey-Europameisterschaft der Damen. Sie fand vom 28.–30. Januar in Wien statt. Titelverteidiger Deutschland setzte sich im Finale mit 9:1 gegen Russland durch. Gastgeber Österreich und England stiegen in die "B-EM" ab.

## Vorrunde

### Gruppe A
| Rang | Land        | Tore  | Punkte |
| ---- | ----------- | ----- | ------ |
| 1    | Deutschland | 26:4  | 9      |
| 2    | Schottland  | 8:12  | 4      |
| 3    | Belarus     | 12:16 | 3      |
| 4    | Slowakei    | 9:23  | 1      |

| Deutschland | – | Belarus    | 7:2  |
| Deutschland | – | Slowakei   | 13:1 |
| Schottland  | – | Slowakei   | 3:3  |
| Schottland  | – | Belarus    | 4:3  |
| Deutschland | – | Schottland | 6:1  |
| Belarus     | – | Slowakei   | 7:5  |

### Gruppe B
| Rang | Land       | Tore  | Punkte |
| ---- | ---------- | ----- | ------ |
| 1    | Russland   | 19:15 | 6      |
| 2    | Tschechien | 9:9   | 4      |
| 3    | England    | 9:9   | 4      |
| 4    | Österreich | 10:14 | 2      |

| England    | – | Tschechien | 3:4  |
| England    | – | Russland   | 5:4  |
| Österreich | – | Russland   | 7:11 |
| Österreich | – | Tschechien | 2:2  |
| England    | – | Österreich | 1:1  |
| Russland   | – | Tschechien | 4:3  |

## Halbfinale

### Kleines Halbfinale
| England | – | Slowakei   | 0:1 |
| Belarus | – | Österreich | 7:6 |

### Großes Halbfinale
| Schottland  | – | Russland   | 2:8 |
| Deutschland | – | Tschechien | 5:0 |

## Platzierungsspiele

### Spiel um Platz 7
| England | – | Österreich | 3:7 |

### Spiel um Platz 5
| Slowakei | – | Belarus | 4:4, 4:3 n. 7-Metern |

### Spiel um Platz 3
| Schottland | – | Tschechien | 1:4 |

### Finale
| Deutschland | – | Russland | 9:1 |